# Tachina luteisquama
Tachina luteisquama là một loài ruồi trong họ Tachinidae.